# 莲座叶斑叶兰
莲座叶斑叶兰（学名：Goodyera brachystegia）为兰科斑叶兰属下的一个种。

## 扩展阅读
- 維基物種上的相關：莲座叶斑叶兰